# Rosibel García
Rosibel García Mena (née le 13 février 1981 à Jamundí) est une athlète colombienne, spécialiste du demi-fond.

## Palmarès
| Date | Compétition                                      | Lieu                 | Résultat | Épreuve   | Temps         |
| ---- | ------------------------------------------------ | -------------------- | -------- | --------- | ------------- |
| 2003 | Championnats d'Amérique du Sud                   | Barquisimeto         | 3e       | 800 m     | 2 min 02 s 84 |
| 2003 | Championnats d'Amérique du Sud                   | Barquisimeto         | 3e       | 4 x 400 m | 3 min 41 s 05 |
| 2004 | Championnats ibéro-américains                    | Huelva               | 3e       | 4 x 400 m | 3 min 33 s 95 |
| 2005 | Championnats d'Amérique du Sud                   | Barquisimeto         | 1re      | 800 m     | 2 min 03 s 28 |
| 2005 | Championnats d'Amérique du Sud                   | Barquisimeto         | 1re      | 1 500 m   | 4 min 29 s 63 |
| 2005 | Championnats d'Amérique du Sud                   | Barquisimeto         | 2e       | 4 x 400 m | 3 min 36 s 95 |
| 2006 | Championnats ibéro-américains                    | Ponce                | 1re      | 800 m     | 2 min 01 s 62 |
| 2006 | Championnats ibéro-américains                    | Ponce                | 2e       | 4 x 400 m | 3 min 37 s 71 |
| 2006 | Jeux d'Amérique centrale et des Caraïbes         | Carthagène des Indes | 2e       | 800 m     | 2 min 05 s 78 |
| 2006 | Jeux d'Amérique centrale et des Caraïbes         | Carthagène des Indes | 1re      | 1 500 m   | 4 min 18 s 29 |
| 2007 | Championnats d'Amérique du Sud                   | Barquisimeto         | 1re      | 1 500 m   | 4 min 20 s 36 |
| 2007 | Championnats d'Amérique du Sud                   | Barquisimeto         | 2e       | 4 x 400 m | 3 min 43 s 52 |
| 2007 | Jeux panaméricains                               | Rio de Janeiro       | 2e       | 800 m     | 2 min 00 s 02 |
| 2007 | Jeux panaméricains                               | Rio de Janeiro       | 3e       | 1 500 m   | 4 min 15 s 78 |
| 2008 | Championnats d'Amérique centrale et des Caraïbes | Cali                 | 1re      | 800 m     | 2 min 05 s 9  |
| 2008 | Championnats d'Amérique centrale et des Caraïbes | Cali                 | 1re      | 1 500 m   | 4 min 24 s 62 |
| 2009 | Championnats d'Amérique du Sud                   | Lima                 | 1re      | 800 m     | 2 min 05 s 21 |
| 2009 | Championnats d'Amérique du Sud                   | Lima                 | 1re      | 1 500 m   | 4 min 20 s 30 |
| 2010 | Jeux d'Amérique centrale et des Caraïbes         | Mayagüez             | 1re      | 800 m     | 2 min 03 s 77 |
| 2010 | Jeux d'Amérique centrale et des Caraïbes         | Mayagüez             | 1re      | 1 500 m   | 4 min 21 s 17 |
| 2011 | Championnats d'Amérique du Sud                   | Buenos Aires         | 1re      | 800 m     | 2 min 04 s 76 |
| 2011 | Championnats d'Amérique du Sud                   | Buenos Aires         | 1re      | 1 500 m   | 4 min 22 s 18 |
| 2011 | Jeux panaméricains                               | Guadalajara          | 3e       | 800 m     | 2 min 04 s 45 |
| 2011 | Jeux panaméricains                               | Guadalajara          | 2e       | 1 500 m   | 4 min 26 s 78 |
| 2012 | Championnats ibéro-américains                    | Barquisimeto         | 1re      | 800 m     | 2 min 03 s 00 |
| 2013 | Championnats d'Amérique du Sud                   | Carthagène des Indes | 1re      | 800 m     | 2 min 02 s 45 |
| 2013 | Championnats d'Amérique du Sud                   | Carthagène des Indes | 1re      | 1 500 m   | 4 min 15 s 84 |
| 2013 | Championnats d'Amérique du Sud                   | Carthagène des Indes | 2e       | 4 x 400 m | 3 min 36 s 29 |
| 2016 | Championnats ibéro-américains                    | Rio de Janeiro       | 1re      | 800 m     | 2 min 07 s 06 |
| 2017 | Championnats d'Amérique du Sud                   | Luque                | 2e       | 1 500 m   | 4 min 21 s 81 |
| 2017 | Jeux Bolivariens                                 | Santa Marta          | 2e       | 1 500 m   | 4 min 18 s 35 |
| 2018 | Jeux d'Amérique centrale et des Caraïbes         | Barranquilla         | 3e       | 1 500 m   | 4 min 23 s 83 |

## Records
| Épreuve      | Performance   | Lieu   | Date            |
| ------------ | ------------- | ------ | --------------- |
| 400 mètres   | 54 s 56       | Cali   | 22 juillet 2000 |
| 800 mètres   | 1 min 59 s 38 | Pékin  | 15 août 2008    |
| 1 500 mètres | 4 min 15 s 38 | Moscou | 11 août 2013    |